# Gamo (empresa)

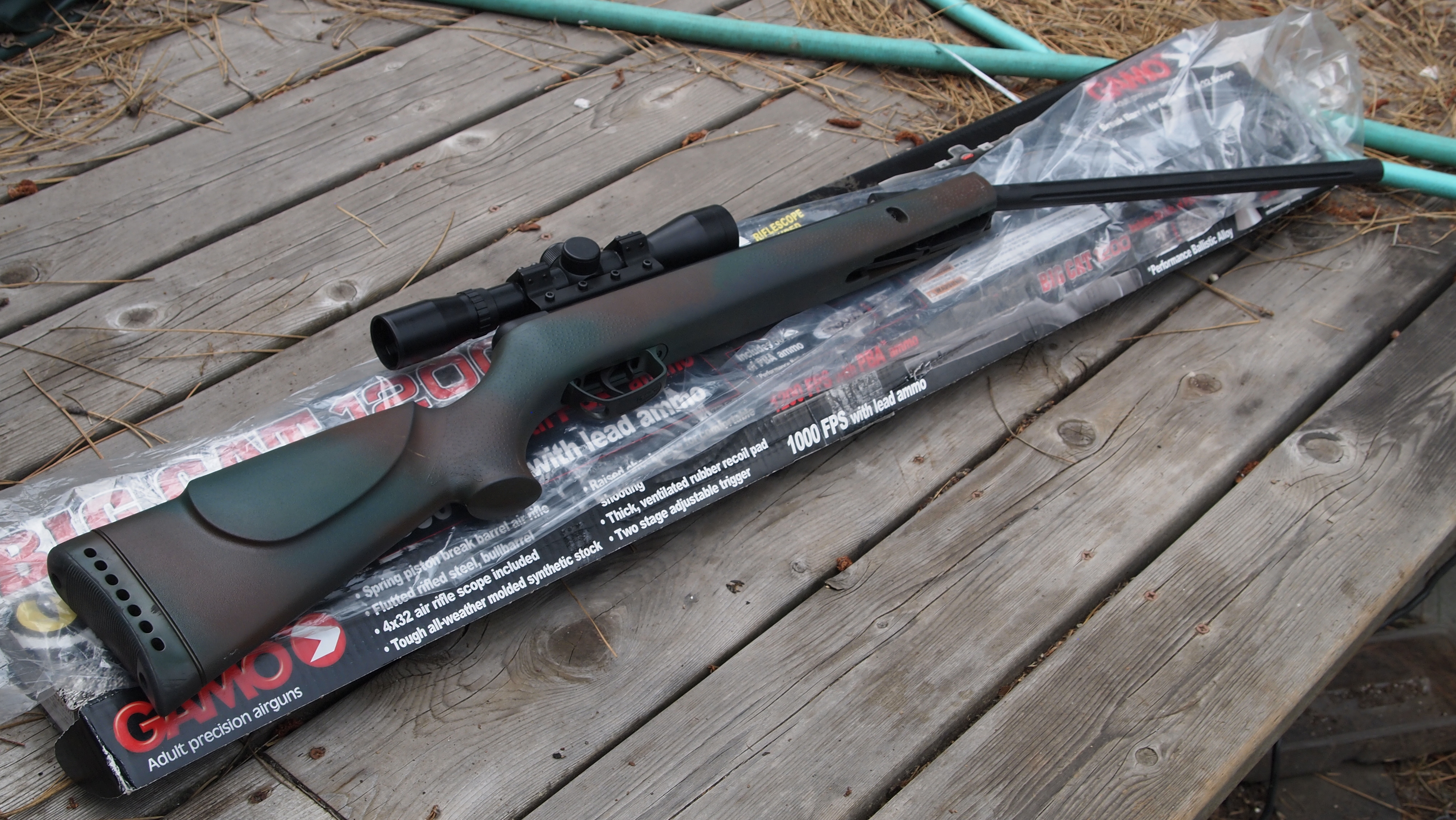
Carabina Gamo Big Cat 1200, abierta para cargarse

Gamo Outdoor Sociedad limitada unipersonal, o simplemente Gamo, es un fabricante español de armas de aire comprimido con sede en Barcelona, España. Es el mayor productor de armas de aire comprimido de Europa y el mayor productor de balines del mundo. La compañía fue fundada en 1955, con el nombre de "El Gamo", y la producción de rifles de aire comprimido comenzó por primera vez en 1961.
Hoy en día, los productos de Gamo incluyen carabinas, pistolas, munición y óptica. Producen principalmente armas de aire comprimido destinadas al mercado masivo.
Cuando Manganese Bronze Holdings liquidó lo que quedaba de la división de armas de la Birmingham Small Arms Company en 1986, Gamo compró activos como el logotipo y el derecho de usar las iniciales "BSA", que se han mantenido con el negocio de rifles de aire comprimido establecido en Armory Road, Small Heath, Birmingham, bajo el nombre BSA Guns (UK) Limited.
Desde 2013 es propiedad del grupo estadounidense Bruckman, Rosser, Sherill and Co (BRS) con sede en Nueva York, que pagó 100 millones de euros por la compañía.

## Fechas clave
Principales hitos del desarrollo de la compañía:
- 1955 - Inauguración de Industrias El Gamo S.A.
- 1961 - Presentación de los primeros rifles GAMO en el mercado español. La compañía avanza hacia la fabricación de fusiles en serie con piezas intercambiables.
- 1963 - Comienzan las primeras exportaciones en el Reino Unido y Gamo se presenta en ferias internacionales en Europa.
- 1970 - Desarrollo de la red de distribuidores comerciales.
- 1980 - Asociaciones comerciales con fabricantes en el mismo sector en el Reino Unido, Estados Unidos, Alemania y Brasil.
- 1982 - La fabricación de municiones se traslada a un nuevo parque industrial.
- 1995 - Creación de Gamo USA Corporation: la filial tiene su sede en Fort Lauderdale (Florida).
- 2007 - El grupo MCH Private Equity invierte en Industrias El Gamo al adquirir el 80% de la compañía.
- 2013 - El fondo de inversión Bruckman, Rosser, Sherill and Co (BRS), con sede en Nueva York, adquiere Gamo Outdoor al 100%.

## Actividad

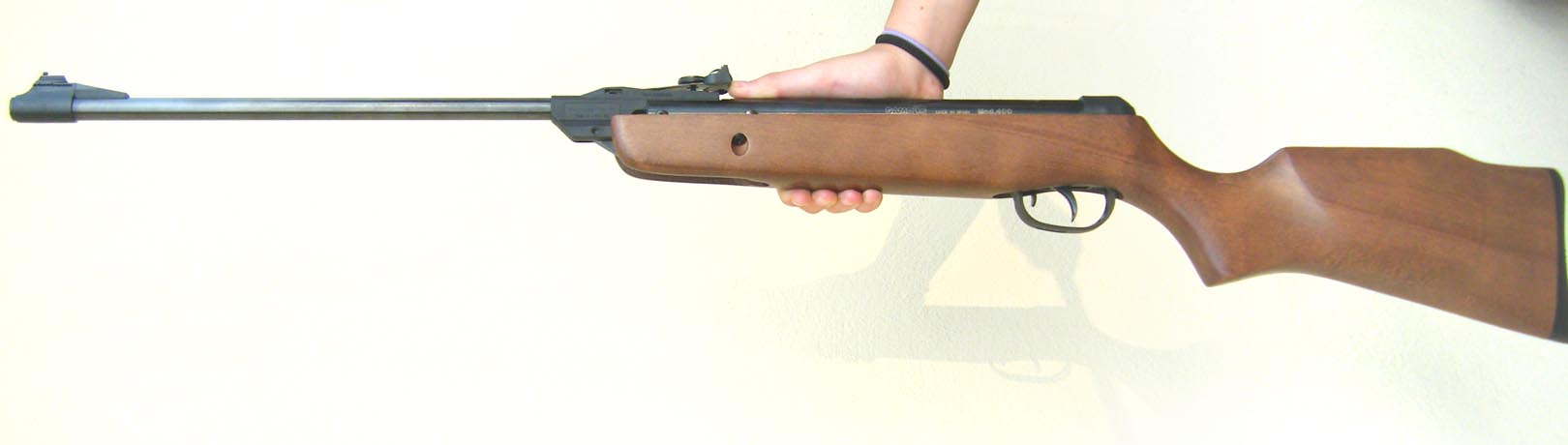
Carabina Gamo de baja potencia

La producción de armas comenzó en 1961 y continúa hoy con una línea de productos bastante diversificada. Fabrica armas de alta potencia (para las que se requiere licencia en muchos países) y de baja potencia, que suelen ser de venta libre para adultos.
Durante la década de 1970, en el Reino Unido, "El Gamo" comercializó dos rifles de aire comprimido, el Marksman, un rifle de calibre .22 convencional con mira telescópica ajustada, y el repetidor Paratrooper, un .177 con mango de pistola y culata que incorporaba un cargador tubular en la parte superior del cañón, con un mecanismo ascendente/descendente para colocar la munición.
Actualmente, Gamo es, junto con Weihrauch y Diana, uno de los mayores productores de armas de este tipo, que se exportan a toda Europa principalmente gracias a su incisiva política comercial.

## Tipos de productos
La firma produce tanto armas de tiro largo (carabinas) de tiro único o de tiro múltiple, como armas cortas (pistolas y revólveres) de tiro simple o de repetición, generalmente equipadas con objetivos de precisión. En el caso de las pistolas, siempre son armas de aire comprimido y pueden ser del tipo de compresión previa manual o del tipo de cartuchos rellenos de dióxido de carbono comprimido. También produce los proyectiles correspondientes y la óptica de precisión adecuada para cada arma.